# Marc Meiling
Marcus "Marc" Meiling, (* 22. března 1962 v Stuttgartu, Německo) je bývalý německý zápasník – judista. Je majitelem stříbrné olympijské medaile z roku 1988.

## Sportovní kariéra
Vyrůstal v Sindelfingenu, kde se od 8 let věnoval judu pod vedením Güntera Bischofa. V německé seniorské reprezentaci prorazil v olympijské roce 1984. Na olympijských hrách v Los Angeles startoval ve střední váze, ale neprošel přes Francouze Fabiena Canu.
Od roku 1986 nahradil v polotěžké váze Günthera Neureuthera a plynule navázal na jeho úspěšnou kariéru v reprezentaci. V roce 1988 potvrdil výbornou přípravu ziskem stříbrné olympijské medaile na olympijských hrách v Soulu, když nestačil ve finále na juko na Brazilce Aurélia Miguela.
Po znovusjednocení Německa v roce 1990 mu doma narostla konkurence a o pozici reprezentační jedničky musel tvrdě bojovat. V roce 1992 prohrál nominaci na olympijské hry v Barceloně s Detlefem Knorrekem. V reprezentaci vydržel do roku 1996 a když nebyl nominován na olympijské hry v Atlantě ukončil vrcholovou kariéru.

## Výsledky
| Turnaj             | 1984       | 1985       | 1986           | 1987           | 1988           | 1989           | 1990           | 1991           | 1992           | 1993           |
| Turnaj             | 22         | 23         | 24             | 25             | 26             | 27             | 28             | 29             | 30             | 31             |
| Turnaj             | střední v. | střední v. | polotěžká váha | polotěžká váha | polotěžká váha | polotěžká váha | polotěžká váha | polotěžká váha | polotěžká váha | polotěžká váha |
| ------------------ | ---------- | ---------- | -------------- | -------------- | -------------- | -------------- | -------------- | -------------- | -------------- | -------------- |
| Olympijské hry     | úč.        |            |                |                | 2.             |                |                |                | —              |                |
| Mistrovství světa  |            | úč.        |                | 5.             |                | 3.             |                | 3.             |                | 3.             |
| Mistrovství Evropy | úč.        | —          | —              | 3.             | ?              | 3.             | 2.             | —              | úč.            | —              |